# Тимур-буга аз-Загір
Аз-Загір Тимур-буга ар-Румі (араб. الظاهر تمر بغا الرومي) — мамелюкський султан Єгипту з династії Бурджитів.
Був грецького або албанського походження. Його привіз близько 1421 році купець до Шахіна аль-Зардакаша, наїба (губернатора) Триполі, потім його продали Джакмаку. 1442 року останній призначив Тимур-бугу хазінедаром (скарбником). Був добре освіченим і мав відмінні знання в юриспруденції, історії, літературі та поезії.
1453 року він очолив оборону палацу султана Усмана проти мамлюків Інала, яким врешті-решт вдалося повалити Усмана. За цим Тимур-бугу було ув'язнено в Александрії на 5 років, потім переведено до замку Німрод, де був в ув'язненні ще 6 років. У 1458 році його звільнив Інал, щоб він супроводжував прочан до Мекки.
У 1461 році він повернувся до Каїра за часів правління Хушкадама, де обіймав кілька посад до смерті султана. Після смерті султана владу перебрав Більбай, якого мамлюки повалили 5 грудня 1467 року, після чого оголосили Тимур-бугу новим володарем.
Невдовзі з Александрії було звільнено політичних в'язнів, зокрема колишнього султана Ахмада. Але 30 січня 1468 року Тимур-бугу було повалено внаслідок палацового перевороту на чолі з Хайребеком. Але атабег Кайтбей зумів перемогти повстанців і звільнити Тимур-бугу. Але той відмовився повертатися у владу, перебравшись до Дам'єтти, де помер 1475 року. 